# TT315
La tombe thébaine TT 315 est située à Deir el-Bahari, dans la nécropole thébaine, située sur la rive ouest du Nil en face de Louxor.
La tombe est le lieu de sépulture d'Ipi, gouverneur de la ville, vizir et juge sous le règne de Montouhotep II (XIe dynastie).
La datation de la vie d'Ipi est contestée par Allen qui pense qu'il a très probablement vécu au début de la XIIe dynastie.

## Description
La tombe a été découverte dans les rochers de Deir el-Bahari, en surplomb du complexe funéraire de Montouhotep II. Elle se compose d'une grande cour, d'un corridor, d'une chapelle et d'une chambre funéraire.
Dans la cour située devant la tombe d'Ipi, furent découverts des papyri d'Héqanakht.
Le couloir et la chapelle ont été retrouvés sans décoration et seule la chambre funéraire présentait des décorations peintes, des textes religieux et les titres et le nom d'Ipi sur ses murs.
La chambre funéraire abritait un sarcophage, enfoncé dans le sol.
Dans une autre chambre ont été trouvés une soixantaine de récipients et une table d'embaumement, vraisemblablement pour la momie d'Ipi.